# NGC 425
NGC 425 je spirální galaxie v souhvězdí Andromedy. Její zdánlivá jasnost je 12,7m a úhlová velikost 1,0′ × 0,8′. Je vzdálená 295 milionů světelných let, průměr má 85 000 světelných let. Galaxii objevil 29. října 1866 Američan Truman Henry Safford